# 1352
Пізнє Середньовіччя •  Реконкіста •  Ганза •  Авіньйонський полон пап •  Монгольська імперія •  Чорна смерть •  Столітня війна

## Геополітична ситуація
Імператором Візантії є Іоанн VI Кантакузин (до 1354). Карл IV Люксембург має титул короля Німеччини. У Франції править Іоанн II Добрий (до 1364).
Апеннінський півострів розділений: північ належить Священній Римській імперії, середню частину займає Папська область, південь належить Неаполітанському королівству. Деякі міста півночі: Венеція, Піза, Генуя тощо, мають статус міст-республік. Триває боротьба гвельфів та гібелінів.
Майже весь Піренейський півострів займають християнські Кастилія і Леон, де править Педро I (до 1366), Арагонське королівство та Португалія, під владою маврів залишилися тільки землі на самому півдні. Едуард III королює в Англії (до 1377), Магнус Еріксон є королем Швеції (до 1364), а його син Гокон VI — Норвегії (до 1380), королем Польщі — Казимир III (до 1370). У Литвіі княжить Ольгерд (до 1377).
Руські землі перебувають під владою Золотої Орди. Триває війна за галицько-волинську спадщину між Польщею та Литвою. Польський король Казимир III захопив Галичину, литовський князь Ольгерд — Волинь.
У Києві править князь Федір Іванович. Ярлик на володимирське князівство має московський князь Симеон Гордий (до 1353).
Монгольська імперія займає більшу частину Азії, але вона розділена на окремі улуси, що воюють між собою. У Китаї, зокрема, править монгольська династія Юань. У Єгипті владу утримують мамлюки. Мариніди правлять у Магрибі. Делійський султанат є наймогутнішою державою Індії. В Японії триває період Муроматі.
Цивілізація майя переживає посткласичний період. Почали зароджуватися цивілізація ацтеків та інків.

## Події
- Розподіл між Польським королівством і Великим князівством Литовським земель Галицько-Волинської Русі. До Польщі відійшли Галичина й частина Поділля, а до Литви — Волинь, Берестейська земля.
- Призначення угорським королем намісника у Шипинську землю
- Митрополитом Київським став Теодорит, висвячений у Тирново й не визнаний Константинополем.
- Гларус і Цуг приєдналися до Швейцарської Конфедерації.
- Англійські війська завдали поразки французам в битві біля Морона у війні за Бретонську спадщину.
- Джованну I та Людовика Тарентського короновано королевою та королем Неаполітанського королівства.
- Розпочався понтифікат Іннокентія VI.
- Ібн Батута відвідав Малі.

## Народились
- Земовит IV, князь Плоцький, з 1388 — князь Белзький, представник Мазовецької лінії П'ястів.

## Померли
- 6 грудня — Климент VI, сто дев'яносто сьомий папа Римський.